# Колтрейн, Эллар
Эллар Колтрейн (англ. Ellar Coltrane; настоящая фамилия Салмон, англ. Salmon; род. 27 августа 1994, Остин) — американский актёр.

## Биография
Эллар Колтрейн Кинни Салмон родился 27 августа 1994 года в Остине, США, в семье Женевьев Кинни и Брюса Салмона. Отец Эллара был музыкантом, мать — танцовщицей и художником. Сам Эллар своих родителей называет «хиппи» и «странными людьми». Ещё когда Эллар был ребёнком, его родители развелись и его мать вышла замуж вторично. Мальчик в основном получил домашнее образование, проведя только три года в старших классах средней школы, чтобы получить аттестат о её окончании.
Начал карьеру киноактёра в 2002 году. Наиболее известен по ролям в фильмах «Нация фастфуда» и «Отрочество», в котором он снимался в течение 11 лет — с лета 2002 года по октябрь 2013 года. К моменту, когда режиссёр Ричард Линклейтер отобрал Эллара на роль Мейсона в «Отрочестве», шестилетний мальчик уже успел поиграть на сцене и снялся в ряде рекламных роликов и независимом фильме «Штат Одинокой звезды» с Джошуа Джексоном. В своём возрасте он уже смотрел фильмы Миядзаки и слушал Pink Floyd и Nine Inch Nails. Знаком он был и с творчеством самого Линклейтера, успев посмотреть ленту «Пробуждение жизни».
Незадолго до выхода «Отрочества» Эллар решил использовать своё второе имя — Колтрейн — в качестве сценического вместо фамилии Салмон, объяснив в интервью, что фамилия для него «слишком личное дело, чтобы помещать её на экране»; он по-прежнему не уверен, что будет профессиональным актёром.

## Фильмография
| Год  |     | Русское название                                        | Оригинальное название                          | Роль             |
| ---- | --- | ------------------------------------------------------- | ---------------------------------------------- | ---------------- |
| 2002 | ф   | Штат одинокой звезды                                    | Lone Star State of Mind                        | юный Эрл         |
| 2005 | ф   | Вера и пули                                             | Faith & Bullets                                | Томас Чейни-мл.  |
| 2006 | ф   | Нация фастфуда                                          | Fast Food Nation                               | Джей Андерсон    |
| 2009 | ф   | Халлеттсвиль                                            | Hallettsville                                  | юный Тайлер      |
| 2014 | ф   | Отрочество                                              | Boyhood                                        | Мэйсон Эванс-мл. |
| 2016 | ф   | Барри                                                   | Barry                                          | Уилл             |
| 2017 | ф   | Последняя кинозвезда                                    | Dog Years                                      | Шейн Макэвой     |
| 2017 | ф   | Сфера                                                   | The Circle                                     | Мерсер           |
| 2017 | ф   | Я заберу твои деньги                                    | Blood Money                                    | Виктор           |
| 2018 | кор |                                                         | Bodies of Water                                | Марш             |
| 2018 | ф   | Человек, который убил Гитлера и затем снежного человека | The Man Who Killed Hitler and Then The Bigfoot | клерк            |
| 2019 | ф   | Летняя ночь                                             | Summer Night                                   | Джеймисон        |
| 2019 | ф   | Утопленник                                              | Drowned                                        | парень           |

## Награды и номинации
- 2014 — премия «Virtuoso Award» «Santa Barbara International Film Festival» («Отрочество»).
- 2014 — премия «Washington D.C. Area Film Critics Association Awards» в категории «Лучший молодой исполнитель» («Отрочество»).
- 2014 — 2 номинации на премию «Phoenix Film Critics Society Awards» в категориях «Breakthrough Performance on Camera» и «Best Performance by a Youth in a Lead or Supporting Role — Male» («Отрочество»).
- 2015 — номинация на премию «Империя» в категории «Лучший мужской дебют» («Отрочество»).
- 2015 — номинация на «Премию Гильдии киноактёров США» в категории «Лучший актёрский состав в игровом кино» («Отрочество»).